# Vernantois
Vernantois település Franciaországban, Jura megyében. Lakosainak száma 287 fő (2022. január 1.). Vernantois Montaigu, Alièze, Bornay, Courbette, Moiron, Revigny és Saint-Maur községekkel határos.

## Népesség
A település népessége az elmúlt években az alábbi módon változott:
| Lakosok száma | 264  | 274  | 273  | 294  | 341  | 343  | 328  | 303  | 297  | 287  |
|               | 1968 | 1982 | 1990 | 2006 | 2013 | 2015 | 2017 | 2019 | 2020 | 2022 |